# Хип-хаус
Хип-хаус (англ. hip house), также известный как рэп-хаус (англ. rap house) или хаус-рэп (англ. house rap) — музыкальный жанр, сочетающий элементы хауса и хип-хопа, в котором рэп-лирика обычно исполняется поверх хаус-ритма. Зародился как в Лондоне, Великобритания, так и в Чикаго, США, в середине-конце 1980-х годов.
Композиция «Rok da House» британской группы The Beatmasters известна как самая первая запись в жанре хип-хаус, она была написана и издана на виниле в августе 1986 года. Среди других ранних хип-хаус-записей британских исполнителей «Pump Up the Volume» группы MARRS и «Beat Dis» проекта Bomb the Bass, обе вышли в 1987 году.

## История
Незначительные разногласия возникли в 1988 году, когда американский сингл Tyree под названием «Turn Up the Bass» с участием Kool Rock Steady был заявлен как «первая хип-хаус-запись на виниле». The Beatmasters оспорили это, указав, что сингл «Rok da House» изначально был написан и издан на виниле в 1986 году. Затем группа выпустила сингл «Who’s in the House?» с участием британского рэпера Мерлина (Merlin), содержащий строки «Beatmasters stand to attention, hip house is your invention» (с англ. — «Beatmasters, стойте по стойке смирно, хип-хаус — это ваше изобретение») и «Watch out Tyree, we come faster» (с англ. — «Берегись, Тайри, мы идём быстрее»). Впоследствии на корону хип-хауса претендовали хаус-продюсер Fast Eddie с «Yo Yo Get Funky!» (1988), хип-хоп-дуэт Rob Base & DJ E-Z Rock с «It Takes Two» (1988) и рэп-исполнитель Tony Scott с «That’s How I’m Living» (1989).
После успешных релизов The Beatmasters, Deskee, Tyree, KC Flightt, Doug Lazy и Mr. Lee хип-хаус стал популярен на сцене эйсид-хауса и в ночных клубах. Хип-хаус также добился значительного успеха в чартах. Этот стиль дополнял основанные на семплах записи того периода, выпущенные британскими исполнителями, такими как S-Express, Bomb the Bass и MARRS.
Дальнейший кроссоверный успех хип-хауса будет достигнут в виде двух новаторских пластинок: «I’ll House You» от Jungle Brothers и «It Takes Two» от Rob Base & DJ E-Z Rock. «I’ll House You» обычно рассматривается как результат сотрудничества продюсера хаус-музыки из Нью-Йорка Тодда Терри и Jungle Brothers (афроцентристская хип-хоп-группа из Нью-Йорка). Журнал Hip Hop Connection описал «It Takes Two» как «…первую приемлемую форму хип-хауса для фанатов хардкор-хип-хопа».
Среди рэперов, которые получили хип-хаус-ремикс, были Vitamin C, Sweet Tee, Raze и The D.O.C.
Треки в стиле хип-хаус вошли в популярные танцевальные сборники, в том числе в серию сборников Deep Heat от Telstar, и были поддержаны такими диджеями, как To Kool Chris и Chad Jackson.
Когда к концу 1980-х годов хаус-музыка превратилась во всемирную индустрию, американские группы, такие как C+C Music Factory, использовали формулу хип-хауса в таких хитах, как «Gonna Make You Sweat», а также в жанре евродэнс, особенно в хитах бельгийской группы Technotronic, немецких групп Snap! и Real McCoy, и итальянской Lee Marrow.

## Влияние на рейв-сцену Великобритании
Хип-хаус-релизы от британских исполнителей конца 1980-х, таких как Double Trouble и Rebel MC, Blapps Posse и Shut Up and Dance, оказали раннее влияние на британскую рейв-сцену начала 1990-х годов и жанр брейкбит-хардкор (и жанры, которые развились из него, такие как джангл).

## Хип-хаус в наши дни
Современная форма хип-хауса электро-хоп стала популярной в середине 2000-х годов, артисты добились массового успеха к концу десятилетия и в 2010-е годы. Среди этих исполнителей были LMFAO, Pitbull (в первую очередь с его альбомами Rebelution (2009) и Planet Pit (2011)), Flo Rida, Far East Movement, Hyper Crush, Example (описываемый как «рейв-рэп» или «рейв-хоп») и Азилия Бэнкс. У диджеев/продюсеров электронной танцевальной музыки также были хиты в этом жанре с вокалом рэперов. К ним относятся «C’mon (Catch 'em by Surprise)» Tiësto и Diplo с Busta Rhymes и «Forever» Вольфганга Гартнера и will.i.am. У французского исполнителя Давида Гетты было несколько хип-хаус-хитов, таких как «Memories» с Кидом Кади, «Where Them Girls At» с Фло Райдой и Ники Минаж, «Gettin' Over You» с LMFAO и «Little Bad Girl» с Тайо Крусом и Лудакрисом.
Хип-хаус 2020-х годов включает песни «Ego Death» от Ty Dolla Sign, «My High» от Disclosure, Амине и Slowthai, «Believe What I Say» Канье Уэста и «Her» от Megan Thee Stallion.

## Хип-хаус в России
В России одним из первых, кто записал композицию в жанре хип-хаус, был диск-жокей Игорь Силиверстов. Его сингл «Шпана», вышедший в 1990 году, содержит аранжировку, которая была создана на основе песни «Tough» бельгийской хип-хаус-группы Technotronic. Но большую известность певцу и рэп-исполнителю принесла хип-хаус-композиция «Санта Лючия» (1991), музыка к которой была создана на основе песни «I Can’t Stand It!» голландской хип-хаус-группы Twenty 4 Seven. В 1991 году Лика Эм Си появилась на телевидении с хип-хаус-песнями «Я диджей» и «Звонок в Африку», а её известный хит «Би-би, такси» был создан из семплированного куска Technotronic. В 1990 году экзотик-поп-дуэт «Кар-Мэн», состоящий из Сергея Огурцова (Лемо́ха) и Богдана Титомира, записал несколько хип-хаус-треков для второго альбома «Кар-Мания» («Bad russians» и «Филиппинская колдунья»). В 1991 году Титомир начал сольную карьеру с хип-хаус-композиции «Ерунда». В том же стиле были записаны ещё три песни с дебютного альбома: «Багдадский вор», «Запорожец (Высокая энергия)» и «Чукча». В 1991 году вышли хип-хаус-композиции «Танцы на улице» группы «Теле-поп-шоу» и «Домашний звук» группы «Взгляд МС». В 1992 году группа «Чёрное и Белое» появилась в эпизоде х/ф «Белые ночи» с хип-хаус-композицией «Вселенная». Весной 1992 года Лемо́х из «Кар-Мэн» сделал заставку для телепередачи «МузОбоз» в стиле хип-хаус. Весной 1992 года певец Саша Айвазов выпустил хип-хаус-трек «Тойота», с которым появился в эфире музыкальных телепередач. В 1993 году Сергей Минаев выпустил хип-хаус-трек «Вы готовы пойти со мной?» под музыку из сингла «Are You Ready?» немецкого хип-хаус-проекта Sugar Daddy. В 1994 году рэп-группа «Ван Моо» выпустила дебютный альбом «Выстраданное», содержащий хип-хаус-трек «Биллборд».